# Залуський (гміна)
Гміна Залуський (пол. Gmina Załuski) — сільська гміна у центральній Польщі. Належить до Плонського повіту Мазовецького воєводства.
Станом на 31 грудня 2011 у гміні проживало 5699 осіб.

## Площа
Згідно з даними за 2007 рік площа гміни становила 111.65 км², у тому числі:
- орні землі: 81.00%
- ліси: 8.00%

Таким чином, площа гміни становить 8.07% площі повіту.

## Населення
Станом на 31 грудня 2011:
| Опис     | Загалом | Загалом | Чоловіки | Чоловіки | Жінки | Жінки |
| -------- | ------- | ------- | -------- | -------- | ----- | ----- |
| одиниця  | осіб    | %       | осіб     | %        | осіб  | %     |
| все      | 5699    | 100     | 2804     | 49.20    | 2895  | 50.80 |
| міське   | 0       | 100     | 0        |          | 0     |       |
| сільське | 5699    | 100     | 2804     | 49.20    | 2895  | 50.80 |

## Сусідні гміни
Гміна Залуський межує з такими гмінами: Закрочим, Йонець, Нарушево, Плонськ, Червінськ-над-Віслою.